# Ölands runinskrifter 43
Öl 43 är flera runstenfragment som nu finns i Gärdslösa kyrka i Gärdslösa socken på Öland.
I kyrkans vapenhus finns tre fragment som sannolikt kommer från samma runsten. Materialet består av ljusblå kalksten som ornerats med en 11 cm bred ormslinga. Fragmenten har hittats vid olika tillfällen, det senaste 1896. Storlekarna är cirka 100 × 60 cm, 55  × 45 cm och 120 × 100 cm. Ett av dem är slitet av trampsteg, nu imålat och inmurat i södra tornväggen. Texten är svårläst men den översatta inskriften har tolkats enligt nedan:

## Inskriften
Translitterering av runraden:
kunbiarn : auk : su-... ... uk : [i(o)(h)]... ... ...rgil : faþur : sin : ... : goþan : g... ...tuar ris(t)[(i)] : runaʀ ... stain ...
Normalisering till runsvenska:
Gunnbiorn ok Sv[æinn] ... ok Ioh[ann] ... [Þo]rkel(?), faður sinn [harða](?) goðan. ... [O]ddvarr(?) risti runaʀ ... stæin ...
Översättning till nusvenska:
Gunnbjörn och Sven och Johan (läto resa denna sten efter To)rkel sin fader, (en bonde) god. G(ud hjälpe hans själ!) -tuar (Oddvar?) ristade runorna och ... målade.